# Nyugat-hunani csata
A nyugat-hunani csata a második kínai–japán háború és a második világháború egyik utolsó összecsapása volt 1945. április 9. - június 7. között. A csatára az 1944 nyarán lezajlott negyedik csangsai csata folyományaként került sor, amikor is a japán Kínai Expedíciós Hadsereg sikeresen elfoglalta a korábban háromszor is sikertelenül ostromolt Csangsát, Hunan tartomány székhelyét. A japánok offenzívát indítottak Hunan még kínai ellenőrzés alatt álló területeinek elfoglalására, mely siker esetén megnyitotta volna az utat előttük Szecsuan inváziójára és az aktuális kínai főváros, Csungking elfoglalására. Habár a japán támadás kezdetben sikerrel kecsegtetett, a kínai csapatok váratlan ellentámadással megakasztották a japán előrenyomulást, majd visszavonulásra kényszerítették őket. A csata következményeként Hunan tartomány egy jelentős része visszakerült kínai uralom alá, a japánok pedig végleg elvesztették a stratégiai kezdeményezés előnyét a kínai fronton.

## Előzmények
Az 1937 óta tartó második kínai-japán háború 1945 elejére már jelentős mértékben kifullasztotta mindkét harcoló felet. Miután Japán 1941-ben a szövetséges hatalmakkal is háborúba bonyolódott, a kínai fronton egyfajta status quo állt be. Habár ebben az 1944 tavaszáig tartó periódusban is állandóak voltak a két fél közti összecsapások, nagyobb áttörést egyik haderő sem tudott elérni. Az 1944 áprilisában életbe léptetett Icsi-Gó hadművelet azonban stratégiai sikereivel megváltoztatta a status quo-t japán javára. 1944 végére sikeresen elfoglalták Honan, Hunan és Kuanghszi-Csuang Autonóm Terület tartományok nagyobbik részét.
1945 elejére azonban a japán támadás lelassult, köszönhetően a szövetségesek sikeres burmai hadjáratának, illetve az Indiai-óceánon történő előretörésének. Ennek ellenére 1945 tavaszán a japán hadvezetés megkísérelt még egy offenzívát kierőszakolni, melynek célja hosszabb távon a háború alatti kínai főváros, Csungking elfoglalása és a Szecsuan tartományba való betörés lett volna.

## A csata
A támadás terveinek kidolgozásakor a japán hadvezetés három konkrét célt tűzött ki az offenzívát irányító japán parancsnok, Banzai Isiro számára. Az előretörő japánoknak mindenekelőtt meg kellett semmisíteniük a Jicsang város mellett található katonai repteret, melyet az amerikai és kínai légierő egyaránt használt. Másodsorban a támadás feladata volt a Hunant Kuanghszival összekötő vasútvonal biztosítása, míg harmadsorban meg kellett akadályozniuk egy, a japán kémhálózat jelentése alapján gyanított kínai offenzíva kifejlődését a térségben.
A japán támadás Hengjang és Saojang városok irányából indult a kínai vonalak ellen. Erre válaszul a kínai hadvezetés a térségben állomásozó 4., 10. és 27. hadsereg főparancsnokává He Yingqint nevezte ki és erősítésnek Kunmingból Jicsangba szállította az amerikaiak által kiképzett és korábban a burmai hadjáratban részt vevő 6. kínai hadsereget. A kínai csapatok támogatására az amerikai és kínai légierő összesen 400 repülőgépet irányított a harcok helyszínére, mely rövid idő alatt biztosította a légi fölényt a japán légiflottával szemben.
Az offenzíva kezdeti szakaszában a japánok sikeresen megszállták Hunan tartomány majdnem teljes területét, de a kínaiak, gerillataktikához folyamodva hamarosan lelassították a japán előnyomulást. Miután a japán haderő hatalmas veszteségeket szenvedett, a japán hadvezetés elrendelte a visszavonulást, a kínaiak ellentámadása miatt azonban jelentős területeket voltak kénytelenek feladni Hunan tartományból, kis híján Csangsáig vonulva vissza.

## Következmények
A nyugat-hunani csata következtében a japánok végleg elvesztették a stratégiai kezdeményezés előnyét a kínai fronton. Augusztus elején a kínaiak újabb offenzívát indítottak Kuanghszi tartomány területén, melynek eredményeként majdnem a tartomány teljes területét visszafoglalták. A Hirosima és Nagaszaki elleni atombombatámadást követően azonban a japán császár 1945. augusztus 15-én bejelentette Japán kapitulációját, ezzel véget vetve a második világháborúnak.